# Малыгина, Надежда Петровна
Наде́жда Петро́вна Малыгина (30 сентября 1924, с. Малая Еланка, Иркутская губерния, СССР — 15 февраля 1987, Волгоград, СССР) — советская писательница, прозаик.

## Биография
В 1941 году, не закончив десятилетки по причине начавшейся войны, работала в колхозе «Красный пахарь» трактористкой, заменяя ушедших в действующую армию мужчин. На фронт ушла добровольцем. В 1942 году добилась зачисления в один из формировавшихся в Забайкалье полков. Корпус, в который входил полк, действовал на Центральном фронте. Потом выполняла обязанности писаря батальона. С февраля 1944 года была санинструктором в 62 бригаде 10-го батальона Уральского Добровольческого корпуса. Бойцы избрали её комсоргом взвода. За время боёв пять раз ранена, контужена. В 1945 году на фронте была принята в партию. Дошла до Берлина и Праги.
Демобилизовавшись, работала в Иркутске на заводе и училась. Мечтала стать геологом, но здоровье, подорванное на фронтах войны, не позволило осуществить эту мечту.
В 1951 году закончила Московский юридический институт и по перераспределению отправлена на работу в Сталинград, где начала литературную деятельность. Работала в комсомольской газете, и это определило выбор профессии. постоянные разъезды, встречи, поиски тем — всё это в чём-то напоминало работу геолога-разведчика. Её первая опубликованная книга «Сестрёнка батальона» увидела свет в 1961 году.
В 1963 году участвовала во Всероссийском семинаре молодых прозаиков, была принята в члены Союза писателей. Прочие работы писательницы: «Вторая любовь» (сборник рассказов), «Ливни умывают землю» (сборник рассказов) (1964), «После войны» (1975), «Анисья» (1984), «Катерина» (1987), «Четверо суток и вся жизнь». Несколько изданий выдержала книга Малыгиной «Двое и война». Лауреат литературной премии имени Александра Фадеева за повесть «Встреча».
Умерла в 1987 году в Волгограде.

## Награды
- Орден Красной Звезды
- Медаль «За боевые заслуги»
- Медаль «За взятие Берлина»
- Медаль «За победу над Германией»
- Медаль «За освобождение Праги»